# Le Verrier (Mondkrater)
Le Verrier ist ein kleiner Einschlagkrater im Nordteil des Mare Imbrium.
Im Westen von Le Verrier liegt der Krater Helicon und weiter in westnordwestlicher Richtung die von Bergen umschlossene Bucht des Sinus Iridum.
Der schüsselförmige Le Verrier besitzt einen nahezu kreisrunden Rand. An den Innenwänden zeigen sich entlang der oberen Kante Spuren von Abrutschungen. Innenwand und Kraterboden sind auf der südöstlichen Seite unregelmäßiger geformt als im Rest des Kraters. Im Inneren findet sich ein etwa 220 m hoher Zentralberg.
Durch Untersuchungen der Einschlagkrater im Mare Imbrium kann man auf die Dicke von dessen Basaltschicht schließen. Durch Analyse der Auswürfe stellte sich heraus, dass Le Verrier diese Schicht nicht vollständig durchschlagen hat. Daraus ergibt sich für die Basaltdicke an dieser Stelle eine untere Abschätzung von 1,55 km ± 0,2 km. Das Einschlagereignis wird dem Eratosthenischen Zeitalter zugerechnet.
Le Verrier hat zehn Nebenkrater:
| Buchstabe | Position           | Durchmesser | Link |
| --------- | ------------------ | ----------- | ---- |
| A         | 38,16° N, 17,34° W | 4 km        |      |
| B         | 40,17° N, 12,89° W | 5 km        |      |
| D         | 39,72° N, 12,37° W | 9 km        |      |
| E         | 42,4° N, 17,02° W  | 7 km        |      |
| S         | 38,95° N, 20,68° W | 3 km        |      |
| T         | 39,85° N, 20,74° W | 3 km        |      |
| U         | 37,24° N, 13,19° W | 4 km        |      |
| V         | 37,81° N, 14,3° W  | 3 km        |      |
| W         | 39,37° N, 14° W    | 3 km        |      |
| X         | 41,58° N, 12,17° W | 3 km        |      |

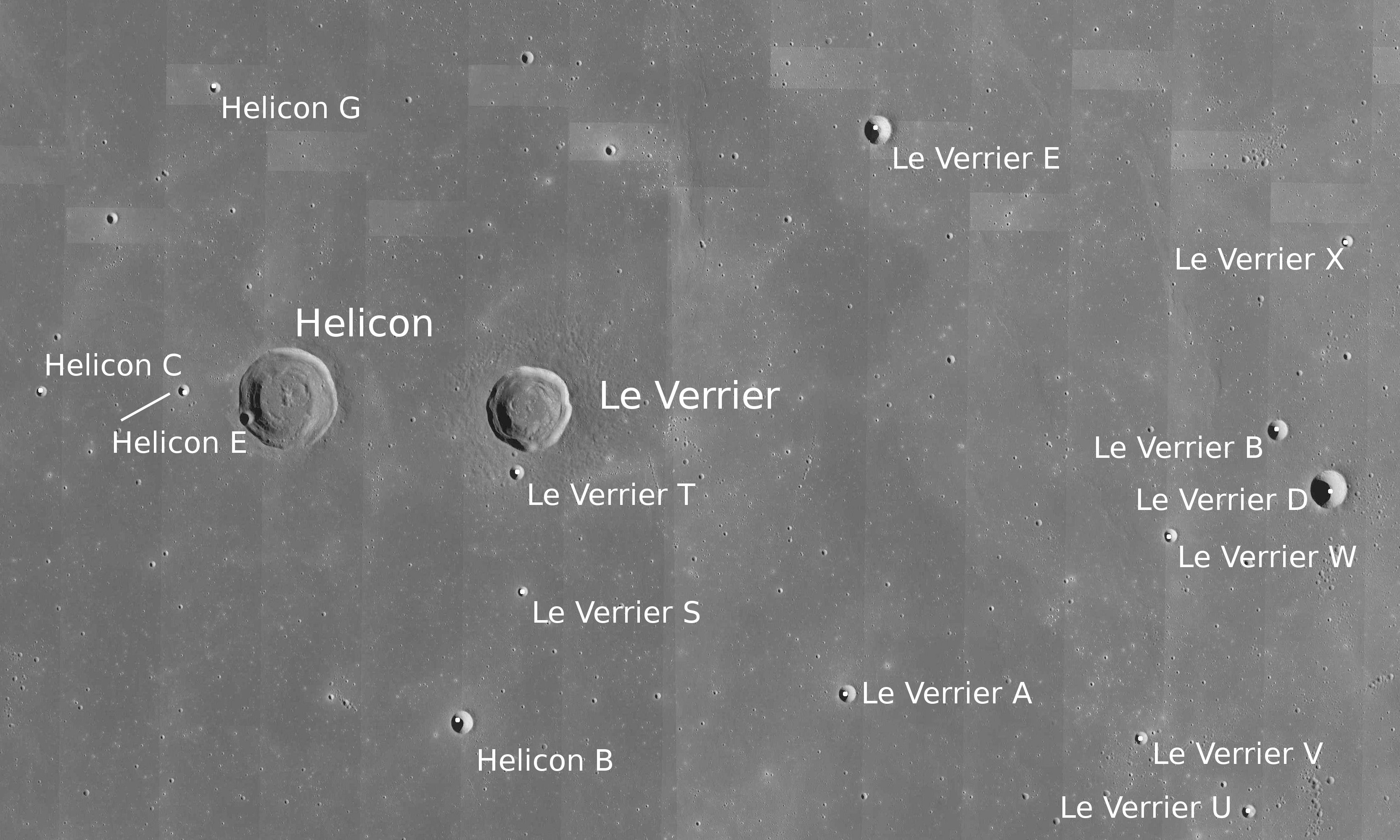
Rechts Le Verrier mit seinen Nebenkratern

Der Krater wurde 1935 von der IAU offiziell nach dem französischen Mathematiker und Astronomen Urbain Le Verrier benannt.